# Dávid Leško
Dávid Leško (sinh ngày 4 tháng 6 năm 1988) là một tiền vệ bóng đá Slovakia hiện tại thi đấu cho FK Železiarne Podbrezová.